# Oasen - En dag måste nånting hända när allt slår in
Oasen - En dag måste nånting hända när allt slår in är ett musikalbum från 1979 med blandade artister utgivet på skivbolaget MNW. Innehåller liveinspelningar från ungdomsbanden som hängde på den dåvarande ungdomsgården Oasen i Rågsved på 1970-talet. Utgivningen var uttryck för ett nytänkande inom MNW, vilket innebar att man inte längre uteslöt utgivning av inspelningar med punkband.
År 1991 återutgavs albumet som CD.

## Låtlista
1. Ebba Grön - "Skjut en snut" - 1:27
2. Ebba Grön - "Brackor" - 1:13
3. The Lerium - "En ny dag" - 2:20
4. The Lerium - "Nu" - 0:12
5. Boojwah Kids - "Med en duns slutar alla hoppas" - 5:32
6. Katedral - "Orientella pareller" - 7:00
7. Grisen Skriker - "Kärleksjakten" - 3:30
8. Grisen Skriker - "Är jag så dum?" - 1:05
9. Slakthus Trotyl - "Kräv en oas" - 3:02
10. Trams - "Snutar är nazister" - 2:02
11. Trams - "Tiga käft" - 1:22
12. Urin - "Eva" - 2:18
13. Ebba Grön & Urin - "Utväg" - 2:31